# Mantas Ruikis
Mantas Ruikis (Klaipėda, 28 giugno 1985) è un cestista lituano.